# マカヴィティ賞
マカヴィティ賞（マカヴィティしょう、Macavity Awards）は、国際ミステリ愛好家クラブが主催する推理小説の賞。同団体のメンバーによって候補作・受賞作が決められる。賞の名はイギリスの詩人T・S・エリオットの著作『キャッツ - ポッサムおじさんの猫とつき合う法』に登場する猫にちなむ。
作品賞、新人（処女作）賞、ノンフィクション賞、短編賞の4部門があり、2006年に新たにスー・フェダー歴史ミステリ賞が新設された。

## 各年の結果

### 長編賞
| 年     | 受賞作                                                     | ノミネート作 |
| ------ | ---------------------------------------------------------- | --- |
| 1987年 | P・D・ジェイムズ 『死の味』                                | |
| 1988年 | ナンシー・ピカード 『結婚は命がけ』                        | |
| 1989年 | トニイ・ヒラーマン 『時を盗む者』                          | |
| 1990年 | キャロリン・G・ハート 『ミステリ講座の殺人』               | |
| 1991年 | シャーリン・マクラム 『いつか還るときは』                  | |
| 1992年 | ナンシー・ピカード 『悲しみにさよなら』                    | |
| 1993年 | マーガレット・マロン 『密造人の娘』                        | |
| 1994年 | ミネット・ウォルターズ 『女彫刻家』                        | |
| 1995年 | シャーリン・マクラム 『丘をさまよう女』                    | |
| 1996年 | メアリー・ウィリス・ウォーカー 『神の名のもとに』          | |
| 1997年 | ピーター・ラヴゼイ 『猟犬クラブ』                          | |
| 1998年 | デボラ・クロンビー 『警視の死角』                          | - ジャン・バーク 『少年たちの沈黙』 - マイクル・コナリー 『トランク・ミュージック』 - アルトゥーロ・ペレス・レベルテ 『呪のデュマ倶楽部』 - ドナルド・E・ウェストレイク 『斧』                                                                                               |
| 1999年 | マイクル・コナリー 『わが心臓の痛み』                      | - ネヴァダ・バー 『闇へ降りる』 - ローラ・リップマン 『スタンド・アローン』 - マーガレット・マロン "Home Fires" - アビゲイル・パジェット "Blue" |
| 2000年 | スジャータ・マッシー "The Flower Master"                   | - レニー・エアース 『夜の闇を待ちながら』 - ロバート・クレイス "L.A. Requiem" - ピーター・ロビンスン 『渇いた季節』 |
| 2001年 | ヴァル・マクダーミド 『処刑の方程式』                      | - タフィ・キャノン "Guns and Roses" - ジョー・R・ランズデール 『ボトムズ』 - アン・ペリー "Half Moon Street" - ナンシー・ピカード 『狂った真実』 |
| 2002年 | ローリー・R・キング "Folly"                                | - デニス・ルヘイン 『ミスティック・リバー』 - リンダ・フェアスタイン 『妄執』 - ハーラン・コーベン 『唇を閉ざせ』 - T・ジェファーソン・パーカー 『サイレント・ジョー』 |
| 2003年 | S・J・ローザン 『冬そして夜』                              | - ジャン・バーク 『私刑連鎖犯』 - メアリー・ケイ・アンドルーズ 『愛さずにはいられない』 - マイクル・コナリー 『シティ・オブ・ボーンズ』 - ジェイムズ・リー・バーク "Jolie Blon's Bounce"                                                                                     |
| 2004年 | ピーター・ラヴゼイ 『漂う殺人鬼』                          | - ジャイルズ・ブラント "The Delicate Storm" - リース・ボウエン "For the Love of Mike" - ケン・ブルーウン 『酔いどれに悪人なし』 - デイヴィッド・コーベット "Done for a Dime"                                                                                                 |
| 2005年 | ケン・ブルーウン 『酔いどれ故郷にかえる』                  | - ロビン・バーセル "Cold Case" - ジェフ・リンジー 『デクスター 幼き者への挽歌』 - マーガレット・マロン "High Country Fall" - T・ジェファーソン・パーカー 『カリフォルニア・ガール』 - ピーター・ロビンスン "Playing with Fire"                                               |
| 2006年 | マイクル・コナリー 『リンカーン弁護士』                    | - リー・チャイルド 『アウトロー』 - リード・ファレル・コールマン "The James Deans" - テス・ジェリッツェン 『僕の心臓を盗まないで』 - ピーター・ロビンスン "Strange Affair" - ドン・ウィンズロウ 『犬の力』 - ポール・リヴァイン 『マイアミ弁護士 ソロモン&ロード』           |
| 2007年 | ナンシー・ピカード 『凍てついた墓碑銘』                    | - ベンジャミン・ブラック 『ダブリンで死んだ娘』 - ジェイソン・グッドウィン 『イスタンブールの群狼』 - デニーズ・ミーナ "The Dead Hour" - ジュリア・スペンサー＝フレミング "All Mortal Flesh"                                                                                 |
| 2008年 | ローラ・リップマン 『女たちの真実』                        | - リード・ファレル・コールマン "Soul Patch" - ジョン・コナリー "The Unquiet" - デイヴィッド・コーベット "Blood of Paradise" - デボラ・クロンビー 『警視の覚悟』 |
| 2009年 | デボラ・クロンビー 『警視の偽装』                          | - ショーン・チャーコーヴァー "Trigger City" - デクラン・ヒューズ "The Dying Breed" - アーナルデュル・インドリダソン "The Draining Lake" - リサ・ラッツ "Curse of the Spellmans" - ルイーズ・ペニー 『スリー・パインズ村の無慈悲な春』 - ルイーズ・アル "The Fault Tree"      |
| 2010年 | ケン・ブルーウン、リード・ファレル・コールマン "The Tower" | - ミーガン・アボット "Bury Me Deep" - デボラ・クロンビー 『警視の因縁』 - ジョー・ネスボ 『ネメシス 復讐の女神』 - ルイーズ・ペニー "The Brutal Telling" - S・J・ローザン 『シャンハイ・ムーン』                                                                             |
| 2011年 | ルイーズ・ペニー "Bury Your Dead"                          | - ジェイムズ・リー・バーク "The Glass Rainbow" - タナ・フレンチ 『葬送の庭』 - ティモシー・ハリナン "The Queen of Patpong" - デオン・マイヤー "13 Hours" - ナンシー・ピカード "The Scent of Rain and Lightning"                                                              |
| 2012年 | サラ・グラン 『探偵は壊れた街で』                          | - アンネ・ホルト 『ホテル1222』 - アンソニー・ホロヴィッツ 『絹の家 シャーロック・ホームズ』 - マイクル・コリータ "The Ridge" - ルイーズ・ペニー "A Trick of the Light" - マーカス・セイキー "The Two Deaths of Daniel Hayes" - ドゥエイン・スウィアジンスキー "Hell & Gone" |
| 2013年 | ルイーズ・ペニー "The Beautiful Mystery"                   | - ギリアン・フリン 『ゴーン・ガール』 - ピーター・メイ "The Black House" - ハンク・フィリッピ・ライアン "The Other Woman" - B・A・シャピロ "The Art Forger" - アリエル・S・ウィンター 『自堕落な凶器』 - ベン・H・ウィンタース 『地上最後の刑事』                            |
| 2014年 | ウィリアム・K・クルーガー 『ありふれた祈り』               | - トマス・H・クック 『サンドリーヌ裁判』 - ミック・ヘロン 『死んだライオン』 - アレックス・マーウッド 『邪悪な少女たち』 - ルイーズ・ペニー "How the Light Gets In" - イアン・ランキン 『他人の墓の中に立ち』                                                                |
| 2015年 | アレックス・マーウッド "The Killer Next Door"              | - ソフィー・リトルフィールド "The Missing Place" - ピーター・メイ 『忘れゆく男』 - カトリーナ・マクファーソン "The Day She Died" - ルイーズ・ペニー "The Long Way Home" - テリー・シェイムズ "The Last Death of Jack Harbin"                                                 |
| 2016年 | ルー・バーニー "The Long and Faraway"                      | - S・J・ボルトン "Little Black Lies" - ティム・ハリナン "The Hot Countries" - カトリーナ・マクファーソン "The Child Garden" - マイケル・ロボサム 『生か、死か』 - ドン・ウィンズロウ 『ザ・カルテル』                                                                        |
| 2017年 | ルイーズ・ペニー "A Great Reckoning"                       | |
| 2018年 | アンソニー・ホロヴィッツ『カササギ殺人事件』               | |
| 2019年 | ルー・バーニー "November Road"                             | |
| 2020年 | エイドリアン・マッキンティー『ザ・チェーン 連鎖誘拐』      | |
| 2021年 | S・A・コスビー『黒き荒野の果て』                           | |
| 2022年 | S・A・コスビー『哀しみを頬に刻め』                         | |

### 新人賞
| 年     | 受賞作                                                                            | ノミネート作 |
| ------ | --------------------------------------------------------------------------------- | --- |
| 1987年 | フェイ・ケラーマン 『水の戒律』 マリリン・ウォレス "A Case of Loyalties"          | |
| 1988年 | ロバート・クレイス 『モンキーズ・レインコート』                                   | |
| 1989年 | キャロライン・グレアム 『蘭の告発』                                               | |
| 1990年 | ジル・チャーチル 『ゴミと罰』                                                     | |
| 1991年 | パトリシア・コーンウェル 『検屍官』                                               | |
| 1992年 | スー・ヘンリー 『犬橇レースの殺人』 メアリー・ウィリス・ウォーカー 『凍りつく骨』 | |
| 1993年 | バーバラ・ニーリイ 『怯える屋敷』                                                 | |
| 1994年 | シャラン・ニューマン "Death Comes as Epiphany"                                    | |
| 1995年 | ジェフ・アボット 『図書館の死体』                                                 | |
| 1996年 | ダイアン・デイ 『フリモント嬢と奇妙な依頼人』                                     | |
| 1997年 | デイル・フルタニ 『ミステリー・クラブ事件簿』                                     | |
| 1998年 | ペニー・ワーナー 『死体は訴える』                                                 | - リー・チャイルド 『キリング・フロアー』 - アルジーン・ハーメッツ 『痕跡』 - ローラ・リップマン 『チャーム・シティ』 - スジャータ・マッシー 『雪 殺人事件』                                                                                  |
| 1999年 | ジェリリン・ファーマー 『死人主催晩餐会』                                         | - ジャクリーン・フィールダー "Tiger's Palette" - ロビン・ハサウェイ 『フェニモア先生、墓を掘る』 |
| 2000年 | ポーラ・L・ウッズ 『エンジェル・シティ・ブルース』                                | - ドナ・アンドリューズ 『庭に孔雀、裏には死体』 - カーラ・ブラック 『パリ、殺人区』 - クリス・ネリ 『花嫁誘拐記念日 トレイシーのミステリ・ノート』                                                                                            |
| 2001年 | デイヴィッド・リス 『紙の迷宮』                                                   | - ケイト・グライリー "Death Dances to a Reggae Beat" - ジュリー・レイ・ハーマン "Three Dirty Women and the Garden of Death" - マーシャ・シンプスン 『裏切りの色』                                                                             |
| 2002年 | C・J・ボックス 『沈黙の森』                                                       | - デニーズ・ハミルトン 『ジャスミン・トレード』 - カリン・スローター 『開かれた瞳孔』 - M・K・プレストン 『太陽の殺意』 |
| 2003年 | ジュリア・スペンサー＝フレミング "In the Bleak Midwinter"                         | - ラディネ・トリーズ・ネーリング "A Valley To Die For" - ジョナサン・キング 『真夜中の青い彼方』 - エディー・ミューラー 『拳よ、闇を払え』 |
| 2004年 | ジャクリーン・ウィンスピア 『夜明けのメイジー』                                   | - ジェイムズ・ハイム 『ロデオ・ダンス・ナイト』 - レベッカ・パウエル 『青と赤の死』 - オレン・スタインハウアー 『嘆きの橋』 |
| 2005年 | ハーレイ・ジェーン・コザック 『誘惑は殺意の香り』                                 | - サンドラ・バルゾー "Uncommon Grounds" - ナオミ・ヒラハラ "Summer of the Big Bachi" - J・A・コンラス 『ウィスキー・サワーは殺しの香り』 - ディラン・シェーファー Misdemeanor Man                                                             |
| 2006年 | ブライアン・フリーマン 『インモラル』                                             | - マイク・ハリソン 『揺さぶり』 - ランドール・ヒックス "Baby Game" |
| 2007年 | ニック・ストーン 『ミスター・クラリネット』                                       | - ジェーン・K・クレランド "Consigned to Death" - トロイ・クック 『最高の銀行強盗のための47ヶ条』 - ジョン・ハート 『キングの死』 - コーネリア・リード "A Field of Darkness"                                                                   |
| 2008年 | タナ・フレンチ 『悪意の森』                                                       | - ジョー・ヒル 『ハートシェイプト・ボックス』 - リサ・ラッツ 『門外不出 探偵家族の事件ファイル』 - ティム・マリーニー "Stealing the Dragon" - マット・ベイノン・リース 『ベツレヘムの密告者』                                                 |
| 2009年 | スティーグ・ラーソン 『ミレニアム1 ドラゴン・タトゥーの女』                       | - ゾーイ・フェラリス "Finding Nouf" - G・M・マリエット 『コージー作家の秘密の原稿』 - チャーリー・ニュートン "Calumet City" - スコット・プラット 『最終弁護』 - マイケル・スタンリー "A Carrion Death" - ダン・ウォデル "The Blood Detective" |
| 2010年 | アラン・ブラッドリー 『パイは小さな秘密を運ぶ』                                   | - ジェイミー・フレヴェレッティ "Running from the Devil" - ソフィ・リトルフィールド 『謝ったって許さない』 - スチュアート・ネヴィル 『ベルファストの12人の亡霊』 - マーラ・ナン "A Beautiful Place to Die"                                     |
| 2011年 | ブルース・ダシルヴァ 『記者魂』                                                   | - ヒラリー・デヴィッドソン "The Damage Done" - ポール・ドイロン 『森へ消えた男』 - サッサー・ヒル "Full Mortality" - サイモン・レリック "A Thousand Cuts"                                                                                     |
| 2012年 | レナード・ローゼン 『捜査官ポアンカレ―叫びのカオス』                              | - サラ・J・ヘンリー "Learning to Swim" - ダレル・ジェームス "Nazareth Child" - アリス・ラプラント 『忘却の声』 - テイラー・スティーヴンス 『インフォメーショニスト』 - S・J・ワトソン 『わたしが眠りにつく前に』                              |
| 2013年 | ダニエル・フリードマン 『もう年はとれない』                                       | - スーザン・M・ボイヤー "Low Country Boil" - スーザン・イーリア・マクニール 『チャーチル閣下の秘書』 - クリス・パヴォーネ 『ルクセンブルクの迷路』                                                                                            |
| 2014年 | テリー・シェイムズ "A Killing at Cotton Hill"                                     | - マット・コイル "Yesterday's Echo" - ベッキー・マスターマン 『消えゆくものへの怒り』 - ジェニー・ミルヒマン "Cover of Snow" - デレク・ミラー "Norwegian by Night"                                                                            |
| 2015年 | ジュリア・ダール "Invisible City"                                                 | - クリスティ・ベルカミーノ "Blessed Are the Dead" - トム・ボウマン 『ドライ・ボーンズ』 - サラ・ヒラリー "Someone Else's Skin" - エリザベス・リトル "Dear Daughter" - ローリー・レーダー＝デイ "The Black Hour"                               |
| 2016年 | グレン・エリク・ハミルトン "Past Crimes"                                          | - パトリシア・アボット "Concrete Angel" - クリス・ホルム "The Killing Kind" - デヴィッド・ジョイ "Where All Light Tends to Go" - アウスマ・ゼハナット・カーン "The Unquiet Dead" - アート・テイラー "On the Road with Del and Louise"         |

### 短編賞
| 年     | 受賞作                                                                      | ノミネート作 |
| ------ | --------------------------------------------------------------------------- | --- |
| 1987年 | スー・グラフトン 「パーカー・ショットガン」                                 | |
| 1988年 | ロバート・バーナード 「衣裳箪笥の中の女」                                   | |
| 1989年 | ダグ・アリン 「二度死んだ男」                                               | |
| 1990年 | ナンシー・ピカード 「いつもこわくて」                                       | |
| 1991年 | ジョーン・ヘス 「とても我慢できない」                                       | |
| 1992年 | マーガレット・マロン 「デボラの裁き」                                       | |
| 1993年 | キャロリン・G・ハート 「ヘンリー・Oの休日」                                 | |
| 1994年 | スーザン・ダンラップ 「レジにてお並びください」                             | |
| 1995年 | デボラ・アダムス "Cast Your Fate to the Wind" ジャン・バーク 「パートナー」 | |
| 1996年 | コリン・デクスター 「エバンズ、初級ドイツ語を試みる」                       | |
| 1997年 | キャロリン・ウィート 「重すぎる判決」                                       | |
| 1998年 | ピーター・ロビンスン 「ローズ・コテージの二人の婦人」                       | - ウィリアム・バンキアー "Real Bullets This Time" - スチュアート・M・カミンスキー 「ミリアムを探せ」 - エドワード・マーストン、ピーター・ラヴゼイ "The Corbett Correspondence" - ポリー・ホイットニー "Etiquette Lesson"                                            |
| 1999年 | バーバラ・ダマート "Of Course You Know That Chocolate Is a Vegetable"       | - ローリーン・ベレンスン "Sleeping Dogs Lie" - ハーラン・コーベン 「単純な理屈」 - ディーン・ジェームズ "The Village Vampire & the Oboe of Death" |
| 2000年 | ケイト・グライリー "Maubi and the Jumbies"                                  | - ローリー・R・キング "Paleta Man" - アン・ペリー 「英雄たち」 - キャロリン・ウィート "Show Me the Bones" |
| 2001年 | レジナルド・ヒル 「クリスマスのキャンドル」                                 | - ジャン・バーク 「民事訴訟の男」 - ジョイス・クリスマス "The Chosen" |
| 2002年 | ジャン・バーク 「修道院の幽霊」                                             | - テッド・ハーテル "My Bonnie Lies" - ロシェル・メジャー・クリッヒ "Bitter Waters" - キャサリン・ホール・ペイジ "The Would-Be Widower" |
| 2003年 | ジャネット・ドーソン "Voice Mail"                                           | - ダイアナ・デヴェレル "Boot Scoot" - キャロリン・ウィート 「世にも稀なる鳥（ララ・アヴィス）の冒険」 - ブレンダン・デュボワ "An Empire's Reach" - マーシャ・タリー 「料理人が多すぎる」 - トニー・ケルナー "Bible Belt"                                            |
| 2004年 | サンディ・バルゾー "The Grass Is Always Greener"                            | - ロバート・バーナード "Rogues Gallery" - ダイアナ・デヴェレル "Texas Two-Step" - ベス・フォックスウェル "No Man's Land" - G・ミキ・ヘイデン "War Crimes" - ロニー・クラスキン "Child Support" - エレイン・ヴィエッツ "Red Meat"                                    |
| 2005年 | テレンス・ファハティ 「スレインの未亡人」                                   | - サンディ・バルゾー "Viscery" - アラナ・ホワイト "The Lady's Not for Dying" |
| 2006年 | ナンシー・ピカード "There is No Crime on Easter Island"                     | - デイヴィッド・コーベット "It Can Happen" - ロバート・バーナード "Everybody's Girl" - スティーヴ・ホッケンスミス "The Big Road" |
| 2007年 | ティム・マリーニー 「死が二人を別つまで」                                   | - ロバート・バーナード "Provenance" - ロベルタ・イズライブ "Disturbance in the Field" |
| 2008年 | リース・ボウエン "Please Watch Your Step"                                   | - ドナ・アンドリューズ "A Rat's Tale" - ジョン・L・ブリーン "The Missing Elevator Puzzle" - ビヴァーレ・グレイブス・マイヤーズ "Brimstone P.I" - ギリアン・ロバーツ "The Old Wife's Tale"                                                                           |
| 2009年 | ダナ・キャメロン "The Night Things Changed"                                 | - ショーン・チャコーヴァー "A Sleep Not Unlike Death" - トニー・ケルナー "Keeping Watch Over His Flock" - ローラ・リップマン 「女を怒らせると」 - トム・ピッキリーリ "Between the Dark and the Daylight"                                                            |
| 2010年 | ハンク・フィリッピ・ライアン "On the House"                                 | - エース・アトキンス "Last Fair Deal Gone Down" - ダナ・キャメロン "Femme Sole" - ジム・フジーリ "Digby, Attorney at Law" - キャロリン・G・ハート "Your Turn" - マーカス・セイキー "The Desert Here and the Desert Far Away" - ルイス・アルベルト・ウレア "Amapola" |
| 2011年 | ダナ・キャメロン "Swing Shift"                                              | - ダグ・アリン "The Scent of Lilacs" - キース・ギルマン "Devil's Pocket" - リチャード・ヘルムス "The Gods for Vengeance Cry" - G・M・マリエット "Bookworm" |
| 2012年 | ダナ・キャメロン "Disarming"                                                | - トリーナ・コリー "Facts Exhibiting Wantonness" - ダリル・ウッド・ガーバー "Palace by the Lake" - バーブ・ガフマン "Truth and Consequences" - キャスリーン・ライアン "Heat of Passion" - ピーター・ターンブル 「鉄道運転士に帽子を掲げた男」                       |
| 2013年 | バーブ・ガフマン "The Lord Is My Shamus"                                    | - カリン・スローター "The Unremarkable Heart" - B・K・スティーヴンス "Thea's First Husband" - アート・テイラー "When Duty Calls" - ジム・フジッリ "Blind Justice" - ジェフリー・ディーヴァー "The Sequel"                                                           |
| 2014年 | アート・テイラー "The Care and Feeding of Houseplants"                      | - リード・ファレル・コールマン "The Terminal" - ジョン・コナリー "The Caxton Private Lending Library & Book Depository" - マーティン・リモン "The Dragon's Tail" - ジジ・パンディアン "The Hindi Houdini" - トラヴィス・リチャードソン "Incident on the 405"        |
| 2015年 | クレイグ・フォースタス・バック "Honeymoon Sweet"                            | - バーブ・ゴフマン "The Shadow Knows" - ポール・D・マークス "Howling at the Moon" - トラヴィス・リチャードソン "The Proxy" - アート・テイラー "The Odds Are Against Us"                                                                                             |
| 2016年 | ミーガン・アボット "The Little Men"                                         | - マット・カワード "On Borrowed Time" - ローレン・D・エスルマン "Sob Sister" - バーブ・ゴフマン "A Year Without Santa Claus" - トラヴィス・リチャードソン "Quack and Dwight" - B・K・スティーヴンス "A Joy Forever"                                                 |

### スー・フェダー歴史ミステリ賞
| 年     | 受賞作                                                                            | ノミネート作 |
| ------ | --------------------------------------------------------------------------------- | --- |
| 2006年 | ジャクリーン・ウィンスピア "Pardonable Lies"                                      | - リース・ボウエン "In Like Flynn" - トニー・ブロードベント "Spectres in the Smoke" - マックス・アラン・コリンズ "The War of the World Murders" - モーリーン・ジェニングス "Night's Child"                                |
| 2007年 | リース・ボウエン "Oh Danny Boy"                                                   | - ブレット・エレン・ブロック "The Lightning Rule" - バーバラ・クレヴァリー "The Bee's Kiss" - アン・ペリー "Dark Assassin" - ジャクリーン・ウィンスピア "Messenger of Truth"                                              |
| 2008年 | アリアナ・フランクリン 『エルサレムから来た悪魔』                                 | - リース・ボウエン 『貧乏お嬢さま、メイドになる』 - ジェイソン・グッドウィン 『イスタンブールの毒蛇』 - クレア・ラングレー・ホーソーン "Consequences of Sin" - ジョイス・キャロル・オーツ "The Gravedigger's Daughter"    |
| 2009年 | リース・ボウエン 『貧乏お嬢さま、古書店へ行く』                                   | - ワード・ラースン "Stealing Trinity" - デイヴィッド・リス "The Whiskey Rebels" - ジェリ・ウェスターソン "Veil of Lies" - カリン・メイトランド "Company of Liars" - ケリー・スタンリー "Nox Dormienda"                    |
| 2010年 | レベッカ・キャントレル 『レクイエムの夜』                                         | - ステファニー・ピントフ 『邪悪』 - チャールズ・トッド "A Duty to the Dead" - ジェリ・ウェスターソン "Serpent in the Thorns" - ジャクリーン・ウィンスピア "Among the Mad"                                                 |
| 2011年 | ケリー・スタンリー "City of Dragons"                                              | - バーバラ・ハミルトン "A Marked Man" - デイヴィッド・ミッチェル "The Thousand Autumns of Jacob de Zoet" - チャールズ・トッド "The Red Door" - K・j・a・ウィシュニア "The Fifth Servant"                                  |
| 2012年 | カトリーナ・マクファーソン "Dandy Gilver and the Proper Treatment of Bloodstains" | - リース・ボウエン 『貧乏お嬢さまと王妃の首飾り』 - ジム・フジーリ "Narrows Gate" - アン・パーカー "Mercury's Rise" - ジェリ・ウェスターソン "Troubled Bones" - ジャクリーン・ウィンスピア "A Lesson in Secrets"          |
| 2013年 | チャールズ・トッド "An Unmarked Grave"                                            | - レベッカ・キャントレル "A City of Broken Glass" - スーザン・イーリア・マクニール 『エリザベス王女の家庭教師』 - チャールズ・トッド "The Confession" - ジャクリーン・ウィンスピア "Elegy For Eddie"                      |
| 2014年 | ディヴィッド・マレル "Murder as a Fine Art"                                       | - スザンナ・カルキンズ "A Murder at Rosamund's Gate" - ロバート・クレージュ "Saving Lincoln" - カトリーナ・マクファーソン "Dandy Gilver and a Bothersome Number of Corpses" - スチュアート・ネヴィル "Ratlines"           |
| 2015年 | カトリーナ・マクファーソン "A Deadly Measure of Brimstone"                        | - リース・ボウエン "Queen of Hearts" - アラン・フィン "Things Half in Shadow" - ロバート・ハリス "An Officer and a Spy" - マーラ・ナン "Present Darkness" - チャールズ・トッド "Hunting Shadows"                          |
| 2016年 | スザンナ・カルキンズ "The Masque of a Murderer"                                   | - シェリー・フレイドン "A Gilded Grave" - C・ジョセフ・グリーヴス "Tom & Lucky" - フィリップ・カー "The Lady from Zagreb" - ジェニファー・キンシェロー "Secret Life of Anna Blanc" - ローリー・R・キング "Dreaming Spies" |